# Vyrus
Vyrus è una casa motociclistica italiana che costruisce motociclette artigianali, con sede a Cerasolo Ausa in Provincia di Rimini.

## Storia

### Prefazione
Negli anni settanta nacque a Rimini l'azienda motociclistica Bimota, acronimo di BIanchi, MOrri e TAmburini (quest'ultimo ex progettista MV Agusta), i fondatori dell'azienda; dalla tesi di laurea dell'ingegnere Pierluigi Marconi nacque il Progetto "Tesi" che, dopo molti prototipi presentati in vari saloni e portati in pista durante sporadiche competizioni, portò alla costruzione della motocicletta "Tesi 1D", presentata al salone di Colonia nell'autunno 1990 e spinta dal bicilindrico Ducati "Desmoquattro 851", con cilindrata portata successivamente a 904 cm³ ed erogante 113 CV a 8.500 giri/min; era la prima moto dotata di forcellone anteriore omologato per l'uso stradale.

### Fondazione
Nel 2001 Ascanio Rodorigo, ex tecnico della Bimota, al tempo fallita, aprì la "Vyrus Divisione Motori S.r.l." ad Ospedaletto, sviluppando in proprio (con il marchio "ARP - Ascanio Rodorigo Preparazioni") il Progetto "Tesi".
Rinominata "Vyrus", la motocicletta riminese ha continuato a svilupparsi, per tornare poi al nome originario "Tesi 2D" (la sigla 2D indica la seconda versione con motorizzazione Ducati) con la rinascita di Bimota. In quegli anni essa ottiene, nell'ambito delle competizioni sportive, il secondo posto nel Campionato Super Twins dell'Edizione 1999, con lo stesso Ascanio Rodorigo alla guida.
Le differenze tra la "Vyrus" e la Bimota "Tesi 2D" consistono nell'unità propulsiva e negli accessori, ma il telaio e le sovrastrutture sono praticamente gli stessi. Indirizzandosi a una clientela ancora più facoltosa di quella della Bimota, la "Vyrus" viene proposta con un vasto elenco di personalizzazioni e viene dotata del motore Ducati "Testastretta 999", raffreddato a liquido e capace di erogare 150 CV; un propulsore che la Bimota non ha mai installato sulla "Tesi 2D" e neanche sulla successiva versione "Tesi 3D", che montava invece il meno prestazionale, ma più leggero Ducati "1100 Dual Spark", raffreddato ad aria, installato in precedenza sulla Bimota "DB6 Delirio", della quale la "Tesi 3D" riprende lo stile.

### I modelli
La storia della Vyrus come azienda autonoma è molto recente: la produzione è cominciata con un unico modello (Vyrus 984 C3 2V), allestito in sole 6 settimane e presentato al pubblico al Bike Show di Padova nel gennaio 2002; in accordo col Progetto Tesi, da cui deriva, le sue caratteristiche principali sono il telaio ad omega, l'assenza di forcella anteriore (sostituita da un forcellone incernierato direttamente al telaio) e l'uso di materiali pregiati. Interamente costruita a mano e con un notevole numero di parti meccaniche tornite e fresate dal pieno, essa monta un motore Ducati a due valvole a comando desmodromico di 991 cm³, raffreddato ad aria.

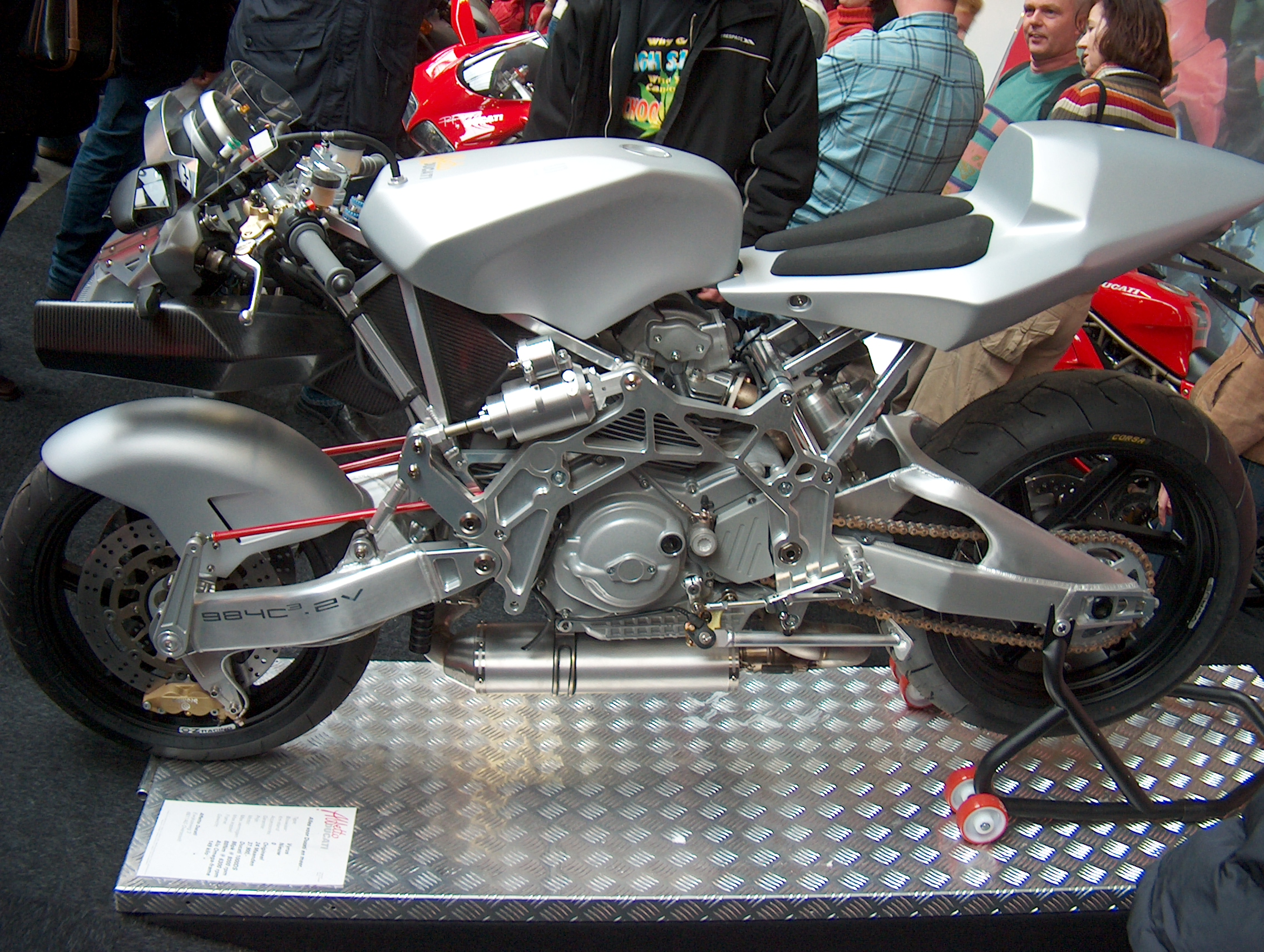
Vyrus 984 C3 2V

In concomitanza con il Salone del ciclo e motociclo, svoltosi a Milano nel novembre 2005, viene presentato il secondo modello di Vyrus, la Vyrus 984 C3 4V. Questa sfrutta il propulsore Ducati "Testastretta 999", ovvero la versione in quel momento più estrema del motore di Borgo Panigale, quella con alesaggio di 104 mm. Nonostante sia omologato Euro 3, questo motore sviluppa 150 CV. Lo scarico, per fare posto all'impianto di raffreddamento, è sdoppiato e posizionato sotto la sella. L'impianto di raffreddamento, vista la complessità e gli ingombri della sospensione anteriore a forcellone bi-braccio, è collocato sotto al motore: qui si trovano due piccoli radiatori, lambiti dai flussi d'aria generati dalla ruota anteriore. Un'altra particolarità è la pompa dell'acqua, che non è meccanica, bensì elettrica. Questa peculiarità comporta la possibilità di variare il flusso di refrigerante in funzione della temperatura del motore, eliminando così dal circuito anche il bulbo del termostato.
Altra caratteristica è la struttura anteriore in carbonio, che funge sia da supporto della strumentazione, sia soprattutto da parte stressata nel complesso ammortizzante e sterzante.

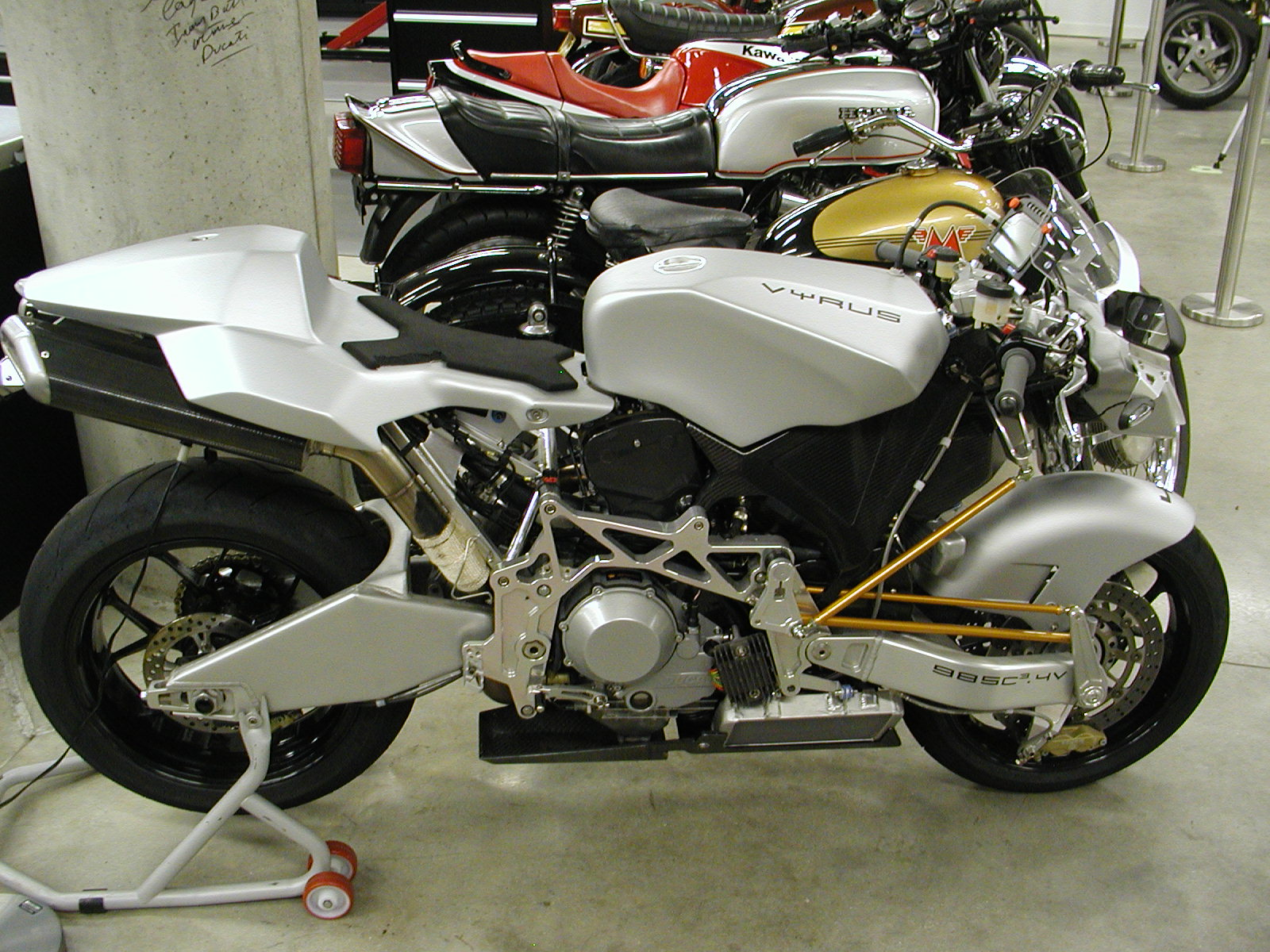
Vyrus 985 C3 4V

Nel 2006 vede la luce la versione Vyrus 985 C3 4V.
Nel novembre 2009 è stata presentata l'ultima versione, la Vyrus 987 C3 4V, nelle tre motorizzazioni: Supercharged, R e standard.
Nel 2020 viene presentata la Alyen, disegnata da Adrian Morton (designer MV), una moto dalle linee futuristiche spinta dal bicilindrico a L Ducati Superquadro di 1285 cm³ in grado di erogare 205 cv a 10 500 giri. Il telaio è in magnesio, e lavora abbinato ad un forcellone monobraccio posteriore e uno bibraccio anteriore, in stile Bimota, che racchiude il sistema di sterzo.

## La gamma di produzione
- Alyen
- Vyrus 984 C³ 2V
- Vyrus 985 C³ 4V
- Vyrus 986 M2
- Vyrus 987 C³ 4V

| Modello                      | Cilindrata | Potenza | Velocità massima | Peso reale senza benzina | Capacità serbatoio | Anno di inizio produzione |
| ---------------------------- | ---------- | ------- | ---------------- | ------------------------ | ------------------ | ------------------------- |
| Vyrus 2V                     | x          | 80 CV   | 210 km/h         | 135 kg                   | x                  | 2002                      |
| Vyrus 984 C³ 2V              | 992 cm³    | 90,5 CV | 232 km/h         | 150 kg                   | 16 l               | 2004                      |
| Vyrus 984 C³ 2V              | 1100 cm³   | x       | x                | x                        | 16 l               | 2004                      |
| Vyrus 984 C³ 2V              | 1200 cm³   | x       | x                | x                        | 16 l               | 2004                      |
| Vyrus 984 C³ 4V              | 991 cm³    | 150 CV  | x                | 157 kg                   | x                  | 2005                      |
| Vyrus 985 C³ 4V              | 999 cm³    | 155 CV  | 292 km/h         | 157 kg                   | 14 l               | 2006                      |
| Vyrus 987 C³ 4V              | 1198 cm³   | 170 CV  | x                | 163 kg                   | 14 l               | 2009                      |
| Vyrus 987 C³ 4V R            | 1198 cm³   | 184 CV  | x                | 158 kg                   | 14 l               | 2009                      |
| Vyrus 987 C³ 4V Supercharged | 1198 cm³   | 211 CV  | x                | 154 kg                   | 14 l               | 2009                      |

## Le Vyrus minimoto
Nel 2006 la "LRC Racing Components I.i." (Monsummano Terme - PT) di Alessio Lollini, con la collaborazione dell'ingegnere Simone Gennai della "TMF - The Minimoto Factory" (Ponsacco - PI), produce una minimoto, prendendo ispirazione dalla Vyrus e chiamandola "MiniVyrus".
Nel 2007 la Vyrus Divisione Motori S.r.l. dà licenza di utilizzare nome e tecnologia di base alla "LRC Racing Components I.i." per la realizzazione di una minimoto, che vedrà la luce nei primi mesi del 2007, partendo come base dalla minimoto "Ruvida 2007" della "TMF - The Minimoto Factory", col nome di "Vyrus 07-EV".
- MiniVyrus
- Vyrus 07-EV